# شمئول رزنتال
شمئول رزنتال (به عبری: שמואל רוזנטל) هافبک اهل اسرائیل است که از سال ۱۹۶۵ تا ۱۹۷۳ میلادی عضو تیم ملی فوتبال اسرائیل بوده و در ۴۳ بازی ملی حضور داشته است. شمئول روزنتال توانسته در بازی‌های ملی، ۲ گل به ثمر برساند.